# CCTV-11
CCTV-11 is een zender van de Chinese publieke omroep China Central Television. De zender is gericht op liefhebbers van Chinese opera. Vrijwel alle vormen van Chinese opera komen aan bod, maar omdat het gaat om een nationale zender worden vooral stukken van Jing-opera uitgezonden. Andere soorten opera zijn Huangmei-opera en Yu-opera.
Van de zender bestaat er een internationale versie. Deze heet CCTV-戏曲 en laat andere programma's zien dan de nationale versie.
De zender begon op 9 juli 2001 met uitzenden.

## Televisieprogramma's
- Jiuzhou Da Xitai (九州大戏台; Groot operapodium van Jiuzhou)
- CCTV Kong Zhong Juyuan (CCTV空中剧院; CCTV's operazaal in de ether)
- Gen Wo Xue (跟我学; Kom, leer wat ik doe) is een programma waarbij kijkers bepaalde operatechnieken kunnen leren